# Metukatoak
Metukatoak, nekadašnje naselje Kaviagmiut Eskima, nalazilo se na području današnjeg Port Clarencea na poluotoku Seward na Aljaski. Populacija mu je 1893. iznosila 193.